# Barbara Könneker
Barbara Könneker, geborene Werner (* 29. Juli 1935 in Berlin; † 9. August 2024 in Hofheim am Taunus), war eine deutsche Germanistin.

## Leben
Sie studierte Germanistik. Nach der Promotion zum Dr. phil. 1960 (Erlösungsmotive in der Dichtung Georg Trakls) in Frankfurt am Main und der Habilitation 1965 (Wesen und Wandlung der Narrenidee im Zeitalter des Humanismus. Brant, Murner, Erasmus) war sie seit 1971 Professorin für Deutsche Philologie an der Goethe-Universität.

## Schriften (Auswahl)
- Brant, das Narrenschiff. Interpretation. München 1966.
- Wesen und Wandlung der Narrenidee im Zeitalter des Humanismus. Brant, Murner, Erasmus. Wiesbaden 1966.
- mit Conrad Wiedemann: Deutsche Literatur in Humanismus und Barock. Frankfurt 1973, ISBN 3-7997-0150-8.
- Die deutsche Literatur der Reformationszeit. Kommentar zu einer Epoche. München 1975, ISBN  3-538-07019-9.
- Johannes von Tepl – Heinrich Wittenwiler – Oswald von Wolkenstein. Versuch einer Zusammenschau. In: Heinz Rupp, Hans-Gert Roloff (Hrsg.): Akten des VI. Internationalen Germanistenkongresses Basel 1980. Teil 3 (= Jahrbuch für internationale Germanistik. Reihe A. Kongreßberichte. Band 8,3). Bern / Frankfurt / Las Vegas 1980, S. 280–287.
- Hartmann von Aue: Der arme Heinrich. Frankfurt am Main 1987, ISBN 3-425-06044-9.
- Satire im 16. Jahrhundert. Epoche – Werke – Wirkung. München 1991, ISBN 3-406-34760-6.